# 竹中錬一
竹中 錬一（たけなか れんいち、1911年（明治44年）3月1日 - 1996年（平成8年）12月31日）は、日本の実業家。竹中家第15代当主。竹中工務店社長、会長、関西経済同友会代表幹事等を歴任した。

## 来歴
兵庫県神戸市出身。旧制甲南高等学校を経て、1933年（昭和8年）早稲田大学理工学部建築学科卒業、早稲田大学大学院修了。
- 1934年（昭和9年） - 竹中工務店に入社。
- 1937年（昭和12年） - 同社取締役。
- 1944年（昭和19年） - 同社副社長。
- 1945年（昭和20年） - 同社社長。
- 1948年（昭和23年） - 竹中工務店及び清水組に対する融資問題で衆議院不当財産取引調査特別委員会に証人喚問された[1]。
- 1958年（昭和33年） - 関西経済同友会代表幹事。
- 1977年（昭和52年） - 竹中工務店社長を実弟の宏平に禅譲したものの、同年8月に死去したため再び社長。
- 1980年（昭和55年） - 再び同社会長。
- 1996年（平成8年） - 同社相談役に退く。

1975年（昭和50年）には無公害、省エネルギー空調システムの開発で毎日工業技術奨励賞受賞。

## 栄典
- 労働大臣表彰
- 総理大臣表彰
- 建設大臣表彰
- 紺綬褒章
- 藍綬褒章（1968年（昭和43年））
- 勲二等旭日重光章（1968年（昭和43年））
- 毎日工業技術奨励賞（1975年（昭和50年））
- デミング賞本賞（1988年（昭和63年））

## 系譜
- 竹中氏

```
　　　　　　　　　　　　  杉山寧━━瑤子
　　　　　　　　　　　　　 　　　　　┃
　　　　　　　平岡定太郎　　　　┏平岡公威
　　　　　　　　　┃　　　　　　┃（三島由紀夫）
　　　　　　　　　┣━━平岡梓　┃
　　　　　　　　　┃　　　┃　　┃
 永井岩之丞━━━夏子　 　┣━━┫
　　　　　　　　　　　　　┃　　┃
　　　　　　橋健三━━━倭文重　┃
　　　　　　　　　　　　　　　　┃
　　　　　　　　　　　　　　　　┗平岡千之
　　　　　　　　　　　　　　　　　　　┃
　　　　　　近藤三郎━━近藤晋一　　　┃
　　　　　　　　　　　　　┃　　　┏夏美
　　　　　　　　　　　　　┣━━━┫
　　　　　　　　　　　　　┃　　　┗久美
　　　　　　　　　　　┏寿美
　　　 （14代）   　　┃
　　　竹中藤右衛門━━╋竹中宏平━━竹中祐二
　　　　　　　　　　　┃　　　　　　　┃
　　　　　　　　　　　┗竹中錬一　　　┃
　　　　　　　　　　　　　┃　　　　　┃
　　　　 米内光政━━━━和子　　　 ┏公子
　　　　　（元首相）　　　　　　　　┃
　　　　　　　　　　　　　嶋崎均　　┃
　　　　　　　　　　　　　　 ┃ 　　┃
　　　　　　　　　　　　　┏築子　　┃
　　　　　　　　　　　　　┃　　　　┃
　　　　　　　　　　　　　┗直子　　┃
　　　　　　　　　　　　　　┃　　　┃
　　　　　　　　　　　　　　┣━━━┫
　　　　　　　　　　　　　　┃　　　┃
　　　　　　　　　　　　┏竹下登　　┃
　　　　　　　　　　　　┃（元首相）┃
　　　┏竹下勇造━━━━╋竹下三郎　┃
　　　┃　　　　　　　　┃　　　　　┃
　　　┗武永貞一　　　　┗竹下亘　　┃
　　　　　　　　　　　　　　┃　　　┃
　　　　　　　　　　　　　　┃　　　┃
　　　　　　　　　 　　　┏雅子 　　┃
　　　　 福田正━━━━━┫　　 　　┃
　　　　 　　　　　　　　┗和子 　　┃
　　　　　　　　　　　　　　┃  　　┃
　　　　　　　　 　　　　　 ┃ 　 　┃
　　　小沢佐重喜━━━━小沢一郎　　┃
　　　　　　　　　　　　　　　　　　┗一子
　　　　　　　　　　　　　　　　　　　　┃
　　　　　　　　　　　　金丸信━━━金丸康信

```